# Барекендан
Барекендан (или Масленица; арм. Բարեկենդան) — армянский церковный праздник, предшествующий постам, утверждённым Армянской Апостольской Церковью.

## Этимология
Барекендан в переводе с армянского значит «доброе житие», «радость жизни»

## Традиции и обычаи
Каждый большой церковный праздник в Армянской Апостольской Церкви имеет свою масленицу, после которой начинается пост данного праздника.
Согласно армянской церковной традиции, Масленица является воспоминанием человеческого счастья, которым наслаждались в своё время Адам и Ева в раю. Человеку, согласно ей же, можно было вкушать все плоды за исключением плода с древа познания, который символизирует пост, идущий за масленицей. Масленица является выражением добродетелей. В этот день люди выходят из траура и начинают радоваться, забывают о страданиях и находят утешение.

## Даты проведения
Армянская апостольская церковь в целом живёт по григорианскому календарю, но общины в диаспоре, на территории церквей, использующих юлианский календарь, по благословению епископа могут жить и по юлианскому календарю. То есть календарю не придается «догматического» статуса.

## Виды маслениц в ААЦ
- Масленица Передового поста
- Истинная Масленица (Бун Барекендан)
- Масленица св. Гр. Просветителя
- Масленица Преображенского поста
- Масленица Успенского поста
- Масленица Воздвиженского поста
- Масленица Обретения Креста на горе Вараг
- Масленица Пятидесятидневного поста
- Масленица Иаковова поста
- Масленица Рождественского поста

## Интересный факт
- В армянском народном фольклоре существует сказка «Барекендан (масленица)»
- В 1985 году по мотивам сказки Ованеса Туманяна «Барекендан» был снят мультипликационный фильм «Ишь ты, Масленица!».